# Keuleumbah
Keuleumbah is een bestuurslaag in het regentschap Aceh Barat van de provincie Atjeh, Indonesië. Keuleumbah telt 322 inwoners (volkstelling 2010).